# Respect Nederland
Respect Nederland, ook wel Respect! (R!), is een Nederlandse politieke partij met een fortuynistische signatuur. De partij heeft één zetel in de gemeenteraad van Almere.

## Geschiedenis
De partij werd december 2016 opgericht door de Zaltbommelaren Gerdwin Lammers en Adrian van Bruchem, met de bedoeling mee te doen aan de Tweede Kamerverkiezingen van 15 maart 2017. De partij deed uiteindelijk niet mee. Doordat de partij niet genoeg ondersteuningsverklaringen had opgehaald voor alle twintig kieskringen, achtten Lammers en Van Bruchem de kans op een zetel te klein.
In 2018 nam de partij deel aan de gemeenteraadsverkiezingen in Almere. Lijsttrekker werd René Eekhuis, een onafhankelijk raadslid die in 2015 uit de Almeerse PVV-fractie werd gezet. Respect Almere behaalde 1 van de 45 raadszetels. In de raadsperiode 2018-2022 zette de partij zich onder meer in voor een kerstpakket van lokale producten, en ageerde zij tegen overlast in de passantenhaven van Almere Buiten.
In 2019 deed de partij mee aan de Provinciale Statenverkiezingen in Flevoland. Met 0,61% van de stemmen behaalde de partij geen Statenzetels. Bij de gemeenteraadsverkiezingen van 2022 behield Respect Almere haar zetel.
In augustus 2023 zette Eekhuis zijn fractieassistent Lex Ruyssenaars uit de fractie, na onenigheid over de toekomst van de partij. Volgens Ruyssenaars had Eekhuis hem zonder enig overleg uit de partij gezet, en had dat besluit geleid tot het vertrek van alle leden, behalve de drie fractieleden. Respect zou volgens beide heren sowieso in 2026 worden opgeheven, maar Ruyssenaars wilde eerder al onder een nieuwe naam verder gaan. De vertrokken leden richtten in oktober 2023 de partij SterkLokaalAlmere op, met de intentie om mee te doen aan de verkiezingen van 2026.

## Standpunten
Respect Nederland plaatst zichzelf op de rechterzijde van het politieke spectrum: links van de PVV, rechts van de VVD. De partij zegt haar standpunten te baseren op het gedachtegoed van Pim Fortuyn.
Enkele speerpunten voor de Tweede Kamerverkiezingen waren meer veiligheid en de AOW-leeftijd terug naar 65 jaar. Op gemeentelijk niveau wil de partij betere communicatie met inwoners, vooral bij zaken die gevoelig liggen, zoals de bouw van een moskee of containerwoningen.

## Verkiezingsuitslagen
De partij heeft bij verschillende verkiezingen de volgende resultaten behaald:

### Gemeenteraad Almere
| Jaar | Stemmen | %     | Zetels |
| ---- | ------- | ----- | ------ |
| 2018 | 1.320   | 1,91% | 1 / 45 |
| 2022 | 1.262   | 1,94% | 1 / 45 |

### Provinciale Staten Flevoland
| Jaar | Stemmen | %     | Zetels |
| ---- | ------- | ----- | ------ |
| 2019 | 976     | 0,61% | 0 / 41 |